# إكراه

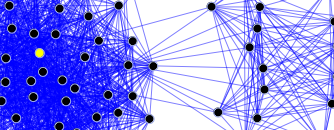

الإكراه في الشريعة فعل يوقع الإنسان بغيره فيفوت رضاه ويفسد اختياره مع بقاء أهليته. فالفعل يتناول الحكمي كما إذا أمره بقتل رجل ولم يهدده بشيء إلا أن المأمور يعلم بدلالة الحال أنه لو لم يقتله لقتله الآمر أو قطعه، فإنه إكراه. والإيقاع فعل بالمعنى المصدري إلا أنه يخص بما يكره فيقال: «أوقع فلان بفلان السوءة» فالمعنى هو فعل يوقع إنسان بغيره مما يسوء، والرضا خلاف الكراهة، والاختيار هو القصد إلا مقدور متردد بين الوجود والعدم بترجيح أحد جانبيه على الآخر فإن استقل الفاعل في قصده فذلك الاختيار صحيح وإلا ففاسد. ثم الفائت الرضا به نوعان: صحيح الاختيار وذلك بأن يفوت الرضا ولا يفسد الاختيار ويسمى بالإكراه القاصر وغير الملجئ وبالجملة، ففي الإكراه الملجئ يضطر الفاعل إلى مباشرة الفعل خوفا من فوات النفس أو ما هو في معناه كالعضو، وفي غير الملجئ يمكنه من الصبر إذ ليس فيه خوف فوات النفس أو العضو بل إنما هو خوف الحبس أو الضرب ونحو ذلك كالكلام الخشن في حق القاضي أو عظيم البلد وإليه الإشارة في الكلام بطريق الاكتفاء أي يفوت رضاه يصح اختياره أو يفسد اختيار فاندفع ما ظن من تسامح الترديد بين العام والخاص.
والأحكام المترتبة على الإكراه مذكورة في جمل الأحكام.

## وصلات خارجية
- إكراه- لغت نامه دهخدا
- الإكراه الملجئ...